# Biokon
BIOKON, die Forschungsgemeinschaft Bionik-Kompetenznetz e. V. hat das Ziel, Bionik als Ideengeber und Innovationsmotor für Technik, Wirtschaft und Gesellschaft nutzbar zu machen. Sie vereinigt Universitäten, Forschungsinstitute, Unternehmen und Einzelpersonen, die auf dem Gebiet der Bionik arbeiten. Biokon arbeitet daran, Erfolge in der Bionik sichtbar zu machen, um bionische Innovationen zu beschleunigen, Forschungskooperationen zu befördern und die Wettbewerbsfähigkeit der Anwender zu steigern. Biokon gilt als eines der wichtigsten Bionik-Netzwerke in Deutschland.

## Organisation
Biokon wurde 2001 gegründet und am 23. April 2004 als gemeinnütziger Verein beim Amtsgericht Charlottenburg Berlin eingetragen.
Biokon fördert Kooperation, Wissenschaft und Forschung, Bildung und Umweltschutze (nachhaltige Entwicklungen). Die Forschungsgemeinschaft hat mehr als 100 Mitglieder (Stand 2011), zu denen Hochschulen, Forschungseinrichtungen, Unternehmen und Einzelpersonen zählen.
Biokon hat in Deutschland 70 Standorte und fünf außerhalb D, an denen in unterschiedlichen Teildisziplinen der Bionik geforscht und entwickelt wird. Industrieunternehmen können durch Partnerschaften mit Biokon die Fachberatung Biokons nutzen, Fachleute von Biokon in ihre Forschungs- und Entwicklungsarbeiten einbeziehen oder konkrete Forschungsprojekte in Auftrag geben.

## Ziele
- Bündeln und Vernetzen von Know-how
- Zentraler Ansprechpartner für Informationen und Kontakte zur Bionik
- Durchführen und Begleiten und von Forschungs- und Entwicklungsvorhaben
- Durchführen von Veranstaltungen, Messen und Ausstellungen
- Organisieren und Durchführen von Aus- und Weiterbildungsmaßnahmen
- Beraten der Industrie und Vermittlung von Kooperationen
- Erstellen von Trendanalysen und „Technology-Scouting“ (Studien)
- Transferieren bionischer Problemlösungen in die unternehmerische Praxis
- Informieren der Öffentlichkeit über aktuelle Fortschritte und Produktentwicklungen in der Bionik

## Geschäftsstelle/Vorstand
Die Geschäftsstelle von Biokon ist seit seiner Gründung in Berlin-Mitte angesiedelt. Sie ist der Ansprechpartner für die Mitglieder und ist in sämtliche Abläufe und Projekte inhaltlich und administrativ eingebunden.

## Netzwerk/Fachgruppen
Biokon ist ein Kompetenznetzwerk der Bionik-Akteure, das die Umsetzung bionischer Innovation in die Praxis vorantreibt. Die Mitglieder von Biokon sind in thematischen Fachgruppen organisiert, deren inhaltliche Ausrichtung aktuelle Schwerpunkte in Forschung und Entwicklung widerspiegelt.
Fachgruppen:
- Architektur und Design
- Leichtbau und Materialien
- Oberflächen und Grenzflächen
- Fluiddynamik
- Robotik und Produktionstechnik
- Sensorik und Informationsverarbeitung
- Bionische Optimierungsmethoden
- Organisation und Management
- Aus- und Weiterbildung
- Biomedizintechnik

## Internationalisierung
Aufbauend auf den durch Biokon geschaffenen nationalen Strukturen und gemeinsam mit seinen Netzwerkpartnern wurde im März 2009 der internationale Dachverband Biokon international – The Biomimetics Association – ebenfalls mit Geschäftsstelle in Berlin – gegründet.
Biokon international und Biokon tragen zur Verleihung des internationalen Bionic-Awards bei, der im Zweijahres-Rhythmus vergeben wird. Derzeit bilden u. a. neben dem Stifter des Preises und dem VDI neun Mitglieder von Biokon international und Biokon die Jury. Dieser Preis wird in 2012 zum dritten Mal vom Verein Deutscher Ingenieure (VDI) und der Deutschen Bundesstiftung Umwelt (DBU) für besondere wissenschaftliche Leistungen in der bionischen Produktentwicklung vergeben. Der von der Schauenburg-Stiftung mit 10.000 € dotierte Preis richtet sich an den Forscher-Nachwuchs.